# Ziferblat (együttes)
A Ziferblat (ukránul: Циферблат) egy ukrán alternatív rock együttes, amely 2015-ben alakult. Ők képviselték Ukrajnát a 2025-ös Eurovíziós Dalfesztiválon, Bázelben Bird of Pray című dalukkal.

## Történet
A zenekar 2015-ben alakult. A nevük a német ziferblat szóból ered, mely antikávézót jelent: egy olyan hely, ahol a vásárlók percenként fizetnek a helyszínen eltöltött időért, minden étel és ital egyébként ingyenes.
Első kislemezüket, a Kinoszeanszt 2017 decemberében adták ki. 2019-ben megjelent a Vnocsi című kislemezük, amelyet előadtak az Iksz-Faktor tehetségkutató műsorban is versenyzőként. 2022-ben a Ziferblat bemutatta Zemlja című dalához készült videóklipjét. Ugyanezen év októberében bejelentették, hogy a zenekar bekerült a 2023-as Vidbir, ukrán eurovíziós nemzeti válogató a szűkített listájára, ahonnan azonban nem jutottak be a döntős mezőnybe. Novemberben kiadták Dlja csoho ti prijsla című kislemezüket, amely a készülő Peretvorennya album második dala volt. 2023 februárjában megjelent az album harmadik és egyben utolsó kislemeze, a Diszko-Fanko Terapija. Maga az album 2023. április 7-én látott napvilágot, amelyet április 22-én egy önálló koncerten mutattak be. Az album 13 dalt tartalmaz, amelyek többsége 2019 és 2020 között íródott. Ugyanebben az év szeptemberében a Ziferblat elnyerte a Muzvar Awards díjat az "Alternatív zene legjobb újoncai" kategóriában.
2024-ben a zenekar bejutott a Vidbir 2024-es döntőjébe, ahol a Place I Call Home című dalukkal versenyeztek. A Ziferblat összesítésben a második helyen végzett: a zsűritől maximális 11 pontot, a közönségtől pedig 8 pontot kaptak.
2024. december 20-án a Szuszpilne bejelentette, hogy az együttes ismét résztvevője lesz a 2025-ös Vidbir eurovíziós nemzeti válogatónak. Bird of Pray című versenydalukkal megnyerték a február 8-án rendezett döntőt, ahol a nemzeti zsűri, valamint a közönség pontjai alakították ki a végeredményt, így ők képviselhették hazájukat az Eurovíziós Dalfesztiválon. A verseny május 13-án rendezett első elődöntőjéből első helyezettként jutottak tovább a döntőbe, ahol végül a kilencedik helyen végeztek.

## Tagok
- Valentin Lescsinszkij – gitáros
- Danijil Lescsinszkij – énekes
- Fegyir Hodakov – dobos

## Diszkográfia

### Albumok
- 2023 – Peretvorennya

### EP-k
- 2017 – Kinoszeansz

### Kislemezek
- 2019 – Vnocsi
- 2022 – Zemlja
- 2022 – Dlja csoho ti prijsla
- 2023 – Diszko-Fanko Terapija
- 2023 – Place I Call Home
- 2024 – Litaki
- 2024 – Druh „Gyim Zvukozapiszu”
- 2024 – Doteper i nazavzsdi (Tember Blanche-sal közösen)
- 2025 – Bird of Pray